# رولوشن استودیوز
رولوشن استودیوز (انگلیسی: Revolution Studios) یک استودیوی فیلم و تلویزیون است که به ریاست مدیر عامل اجرایی وینس توتینو و مدیر ارشد عملیات اسکات همینگ فعالیت می کند.
این شرکت عمدتا بر بهره‌برداری از حقوق توزیع، بازسازی و دنباله (بخش بعدی فیلم یا غیره) برای عناوین کتابخانه خود تمرکز دارد، که به این حقوق از طریق اکتساب‌ها و تولیدات جدید اضافه می‌کند.

## تاریخچه شرکت
رولوشن در ۲۰۰۰ میلادی توسط جو روث، یک رئیس سابق هیئت مدیره فاکس قرن بیستم و استودیوهای والت دیزنی، بنیان گذاشته شد.

## پیوند بیرون
رولوشن استودیوز
رولوتیون استودیوز در بانک اطلاعات اینترنتی فیلم‌ها